# عامل لکه برگی ذرت
عامل لکه برگی ذرت (نام علمی: Setomelanomma turcica) نام یک گونه از رده دوثیدئومیستس است.